# 斯蒂文·霍尔
斯蒂文·霍尔（英語：Steven Holl，1947年12月9日—）是生活在纽约的建筑师。他最具代表性的作品包括：1998年建成的基亚斯玛当代艺术博物馆、2003年建成的麻省理工学院学生宿舍西蒙斯楼、2007年建成、位于美国密苏里州堪萨斯城的尼尔森-阿特金斯美术馆扩建新馆，以及2009年建成的北京当代MOMA等。

## 生涯

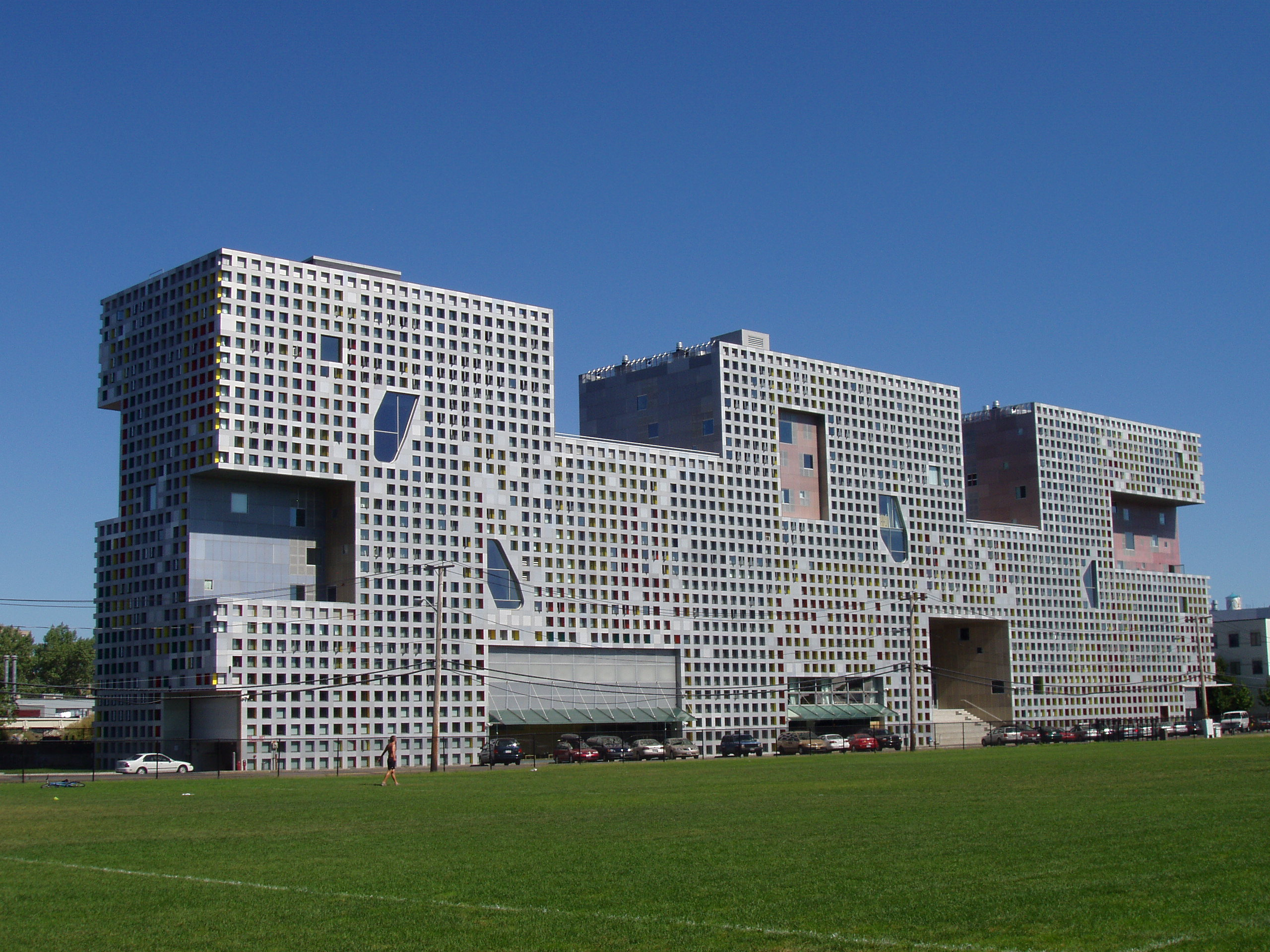
斯蒂文·霍尔设计的麻省理工学院学生宿舍西蒙斯楼。这一作品在2004年获得了哈尔斯顿·帕克奖

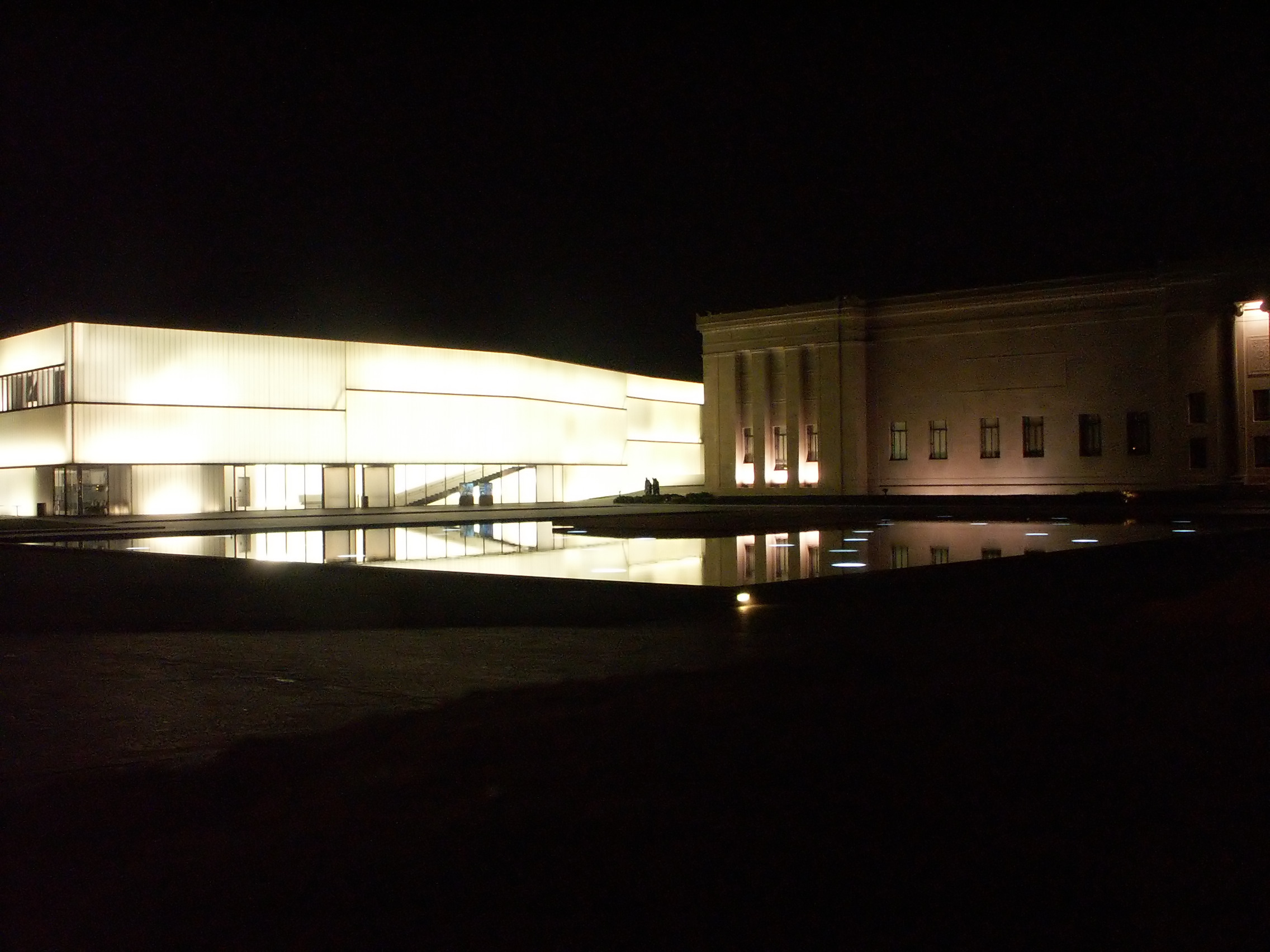
尼尔森-阿特金斯美术馆的扩建部分

### 求学
1970年，霍尔从华盛顿大学毕业，前往罗马继续建筑学的学习。1976年，他作为研究生进入伦敦建筑联盟学院，并于同年在纽约创建了自己的工作室。在纽约的最初十年，他每天睡在的自己办公室里，床就在办公室的门上方；而办公室没有热水，他只能在附近基督教青年会的旅店洗澡。霍尔的合伙人是克里斯·麦克沃伊（Chris McVoy）和诺亚·耶菲（Noah Yaffe），他们的工作室达到了40人。1981年，霍尔开始在哥伦比亚大学任教。

### 发展
霍尔的建筑思想发生过一次很大的转变。最初他考虑的主要方向是类型学；但后来他转向了现象学方法，也就是考虑人的存在，人与他周围事物的接触。这种转变与霍尔接触到的哲学家莫里斯·梅洛-庞蒂以及建筑理论家尤哈尼·帕拉斯玛的著作有关。

### 获奖情况
1998年，霍尔获得了著名的阿尔瓦·阿尔托奖。2000年，他当选了美国艺术暨文学学会会员。2001年7月，《时代》杂志把他称为美国最好的建筑师，评价他的建筑“令人大饱眼福的同时也满足了人们的精神需求”。除此以外，他获得的奖项还有1986年美国建筑师学会（AIA）的最佳建筑设计奖、1997年纽约美国建筑师学会荣誉奖、2002年史密森尼学会库珀－休伊特国家建筑设计奖、2003年英国皇家建筑师协会荣誉成员、美国艺术暨文学学会阿诺德·W·布鲁诺奖、2008年BBVA基金会前沿奖艺术奖。2007年，斯蒂文·霍尔建筑师事务所因艾奥瓦大学艺术和艺术史系艺术西楼的设计获得了AIA荣誉奖和美国建筑师学会纽约分会梅利特奖。2007年，普瑞特艺术学院希金斯楼增建、和瑞士大使馆新建住宅都获得了AIA纽约分会荣誉奖。2010年海宁现代艺术博物馆获得了英国皇家建筑师协会国际奖。2011年，深圳万科中心获得了AIA国家荣誉奖和AIA纽约分会荣誉奖。2011年霍尔被授予未来设计协会资深会员称号。2012年他获得了美国建筑师学会金奖。2014年，他获得了高松宮殿下紀念世界文化獎建筑奖。

## 作品

### 早年作品

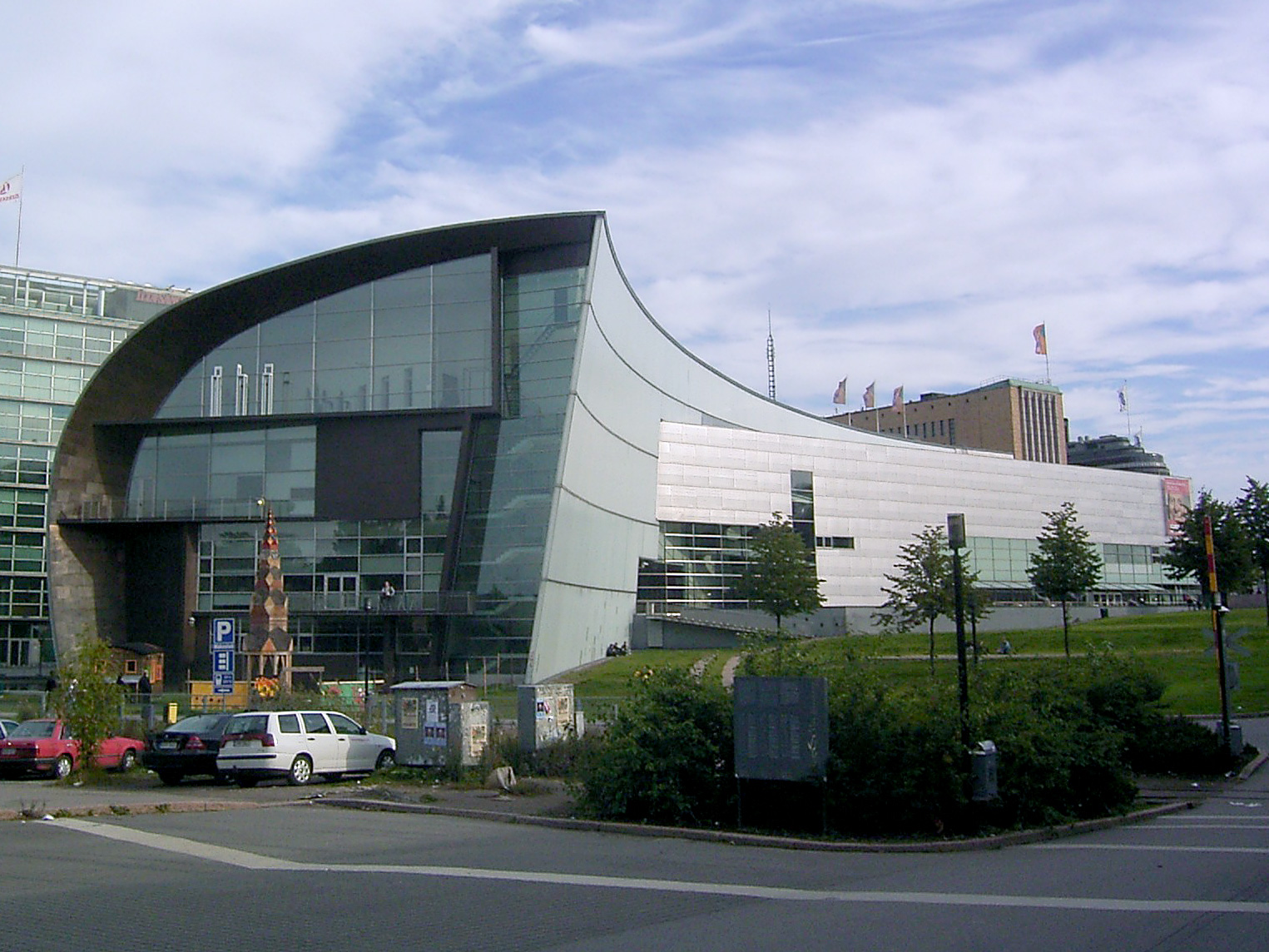
基亚斯玛当代艺术博物馆（1993年-1998年建）

霍尔第一次在建筑竞赛中获奖是在1988年的一场竞赛中，竞赛的内容是翻新设在德国柏林的美国记忆图书馆。1989年2月，霍尔在纽约现代艺术博物馆举办了一场个人作品展；随后，现代艺术博物馆购买了他的25件作品以供常设展览展出。在1992年芬兰赫尔辛基的当代美术馆的竞赛中，霍尔的方案“交叉”（Chiasma；芬兰语翻译为）获得了一等奖；美术馆于1998年对外开放，并将“交叉”作为其永久命名。
在设计西雅图大学的耶稣会圣伊格内修斯小教堂（1994-1997年建）时，霍尔结合校园对公共空间的需求，把小教堂设置在了过去的一条街道的中间，并把建筑平面拉长，以在北、西、南三侧形成四边形的绿地；同时在东侧也规划了四边形的绿地。这一设计获得了美国建筑师学会纽约分会的设计奖项。霍尔在设计中设置了七个不同的发光体，以代表“石头盒子中的7个光瓶”。每个发光体代表耶稣会天主教的不同崇拜，并通过设置不同颜色的玻璃使得建筑的不同部分展现不同的颜色。除了透过彩色玻璃以外，也通过在彩色表面上反射的方式形成彩色光源。

### 建筑作品列表

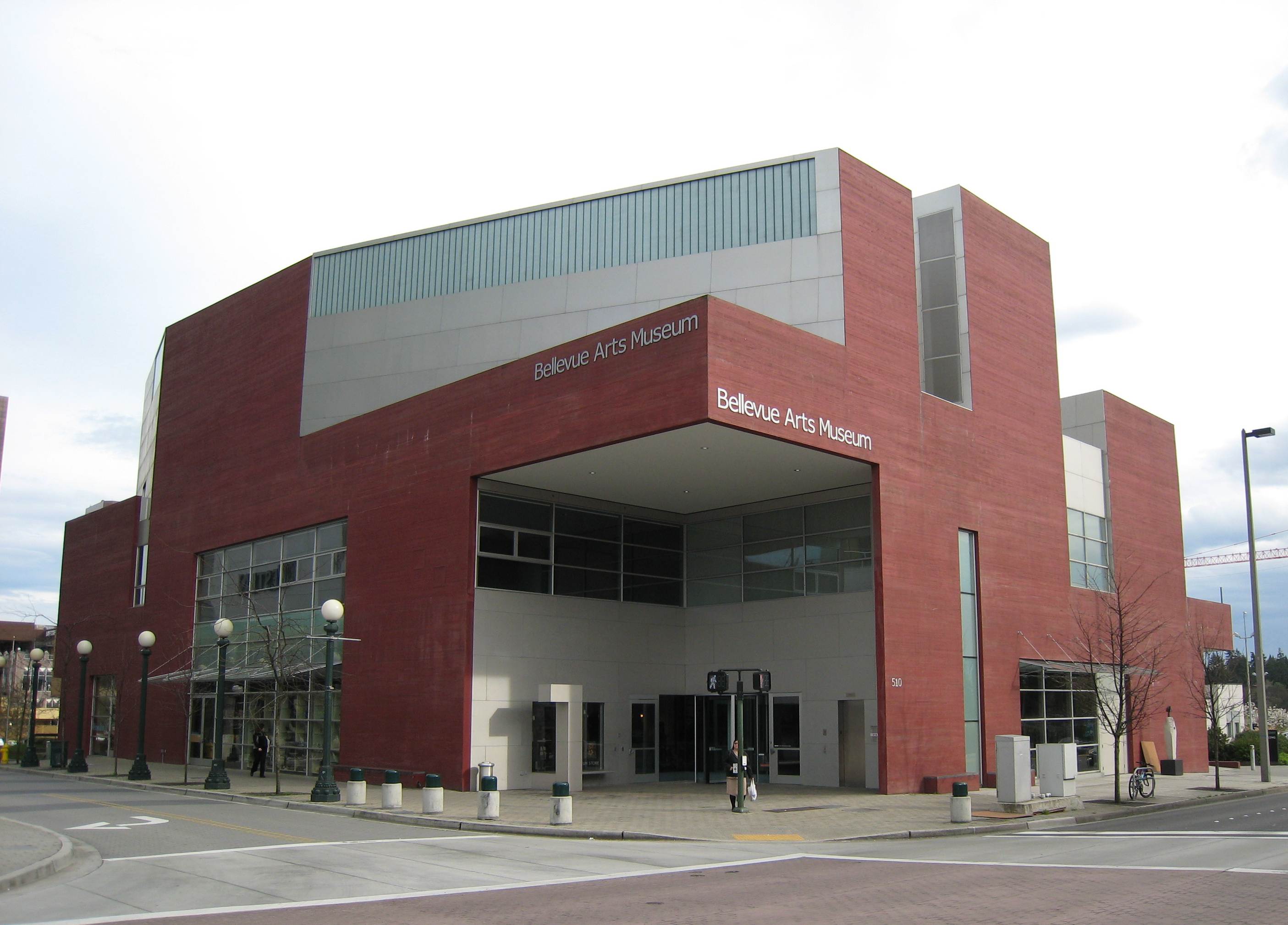
美国华盛顿州贝尔维尤美术馆

- 混合建筑（Hybrid Building，美国佛罗里达州海滨区（英语：Seaside, Florida），1984–1988年建）
- 柏林AGB图书馆（Berlin AGB Library，德国柏林，1988年竞赛参赛作品）
- 世界公寓（Void Space Housing, Nexus World，日本福冈，1989–1991年建）
- 斯特莱托住宅（Stretto House，美国德克萨斯州达拉斯，1989–1992年建）
- 艺术与建筑商店（Storefront for Art and Architecture，美国纽约，1992–1993年建）
- 西雅图大学圣伊格内修斯小教堂（Chapel of St. Ignatius at Seattle University，美国华盛顿州西雅图，1994–1997年建）
- 克兰布鲁克科学学院（Cranbrook Institute of Science，美国密歇根州布卢姆菲尔德希斯，1993–1998年建）
- 基亚斯玛当代艺术博物馆，（Kiasma, Museum of Contemporary Art，芬兰赫尔辛基，1993–1998年建）
- 萨夫特伊街办公楼（Sarphatistraat Offices，荷兰阿姆斯特丹，1996–2000年建）
- 贝尔维尤美术馆（Bellevue Arts Museum，美国华盛顿州贝尔维尤，2001年建）
- 明尼苏达大学建筑和景观设计学院拉尔夫·瑞普逊馆（Ralph Rapson Hall, College of Architecture and Landscape Architecture, University of Minnesota，美国明尼苏达州明尼阿波利斯，2002年建）
- 麻省理工大学学生公寓西蒙斯楼（Simmons Hall, Massachusetts Institute of Technology，美国马萨诸塞州坎布里奇）
- 普瑞特艺术学院希金斯楼增建（Pratt Institute Higgins Hall Insertion，美国纽约州布鲁克林，1997–2005年建）
- 惠特尼湖水净化厂（Lake Whitney Water Purification Facility and Park，美国康涅狄格州，1998–2005年建）
- 湍流式住宅（Turbulence House，美国新墨西哥州，2001–2005年建）
- 平面住宅（Planar House，美国亚利桑那州仙谷，2002–2005年建）
- 艾奥瓦大学艺术和艺术史系（University of Iowa School of Art and Art History，美国艾奥瓦州艾奥瓦城，1999–2006年建）
- 瑞士大使住宅（Residence of the Ambassador of Switzerland，美国华盛顿特区，2006年建）
- 尼尔森-阿特金斯美术馆增建（Bloch Building expansion of the Nelson-Atkins Museum of Art，美国密苏里州堪萨斯城，1999–2007年建）
- 北京当代MOMA（Linked Hybrid，中国北京，2003–2009年建）
- 哈姆生中心 （Knut Hamsun Centre，挪威诺德兰郡，1994–2009年建）
- 海宁现代艺术博物馆（Herning Museum of Contemporary Art，丹麦海宁，2005–2009年建）
- 深圳万科中心（Horizontal Skyscraper - Vanke Center，中国深圳，2006–2009年建）
- 海洋冲浪博物馆（Cite de l'Ocean et du Surf，法国比亚里茨，2005–2011年建，与索朗·法比亚合作设计
- 大洋美术馆和住宅（Daeyang Gallery and House，韩国首尔，2008–2012年建）
- 哥伦比亚国立大学博士楼（PhD Building, National University of Colombia，哥伦比亚波哥大，2012年建）
- 成都来福士广场（Sliced Porosity Block - CapitaLand Raffles City Chengdu，中国成都，2007–2012年建）
- 四方当代美术馆（Sifang Art Museum，中国南京，2003–2013年建）
- 哥伦比亚大学坎贝尔体育中心（Campbell Sports Center at Columbia University，美国纽约，2008–2013年建）
- 约翰·肯尼迪表演艺术中心扩建（John F. Kennedy Center for the Performing Arts addition，美国华盛顿特区，2013年–在建）[9][10]
- 格拉斯哥艺术学院索纳雷德大楼（Seona Reid Building, Glasgow School of Art，英国格拉斯哥，2009–2014年）
- 斐德瑞克·马尔香水专卖店（Editions de Parfums, Frederic Malle，美国纽约，2013–2014年）
- 马吉医疗中心（Maggie's Centres St Bartholomew's Hospital building，英国伦敦，在建）

## 脚注
1. 1 2  Lacayo, Richard. "The 10 Best (New and Upcoming) Architectural Marvels." TIME. 13 December 2007. http://www.time.com/time/magazine/article/0,9171,1694467,00.htm%5B%5D
2. ↑  Sheftell, Jason. . New York Daily News (New York). 12 November 2010  [2016-07-17]. （原始内容存档于2016-08-17）.
3. ↑  原文是
4. ↑  BBVA Foundation Frontiers of Knowledge Awards 的存檔，存档日期2010-03-26.
5. ↑  Design Futures Council Senior Fellows .   [2015-03-16]. （原始内容存档于2007-11-06）.
6. ↑  Davidson, Justin. "Steven Holl, Agent of Enlightenment." Architect Magazine: The Journal of the American Institute of Architects. 17 May 2012. http://www.architectmagazine.com/architects/steven-holl-agent-of-enlightenment.aspx （页面存档备份，存于）
7. ↑  Madsen, Deane. "Steven Holl wins 2014 Praemium Imperiale Award." Architect Magazine: The Journal of the American Institute of Architects. 16 July 2014. http://www.architectmagazine.com/architects/steven-holl-wins-2014-praemium-imperiale-award_o.aspx （页面存档备份，存于）
8. ↑  Holl, Steven. The Chapel of St. Ignatius. New York: Princeton Architectural, 1999. Print.
9. ↑  . KansasCity.com.   [2013-04-05]. （原始内容存档于2013-04-06）.
10. ↑  The KEnnedy Center Expansion Project Website. .   [2013-08-07]. （原始内容存档于2013-07-28）.